# Кошкин, Андрей Германович
Андрей Германович Кошкин (род. 21 февраля 1965, Пермь) — советский, белорусский, российский хоккеист, нападающий. Тренер.

## Биография
Воспитанник пермского «Молота». Выступал за команды «Молот» (1982/83 — 1984/85, 1986/87 — 1988/89, 1994/95), СКА Свердловск (1994/95 — 1996/97), «Динамо» Минск (1989/90 — 1990/91), «Прогресс»-ШВСМ / «Неман» Гродно (1990/91 — 1992/93), СТС Санок (Польша, 1993/94), «Автомобилист» Екатеринбург (1995/96), «Нефтехимик» Нижнекамск (1996/97 — 1997/98), «Прогресс» Глазов (1997/98), «Кедр» Новоуральск и «Ижсталь» Ижевск (обе — 1998/99), «Липецк», «Липецк-2», «Дизель» Пенза, «Кристалл» Электросталь, «Льдинка» Киев, «Кристалл» Саратов (все — 1999/2000), «Ривьера» Москва (2000/01).
Играл за сборую Беларуси в её первом матче.
Окончил Волгоградский государственный институт физической культуры (1995).
Детский тренер в московских хоккейных школах «Марьино» (2010—2019), «Центр» (с 2019).